# Fidzsin
A fidzsin (oszétul: Фыдджын, oroszul: Фыдджин) kaukázusi húsos pogácsa, az oszétok nemzeti eledele. Az oszét konyha számos pogácsakülönlegessége közül ez a legjellemzőbb. A nevében található фыд előtag oszétul húst jelent, tehát egyszerűen húsos fogásként lehet fordítani. Nagyon hasonlít rá a közeli Szvanétiában készülő grúz kubdari.
Az oszét népcsoportnál régi és nagy hagyománya van a húsos pogácsáknak, amelyekhez rengeteg hiedelem és legenda kötődik.

## Jellemzői és elkészítésének módja
Többféle receptet is kitaláltak már az elkészítésére. Legfőbb jellemzője a hústöltelékének lédúsága, amely igen zamatossá teszi. Ezt kelesztett vagy kovásztalan tészta, tojás, élesztő, kefír (vagy tejföl), vaj, tej és/vagy melegvíz, valamint liszt hozzáadásával érnek el.
Nagyon jellemző, hogy lakodalmakon nagy mennyiségű fidzsint szolgálnak fel.
A hozzávalónak apróra vágott marha-, bárány- vagy sertéshúst, esetleg marha-sertés vagy marha-bárány keverékét adják, amit ízesíthetnek fokhagymával, borssal, hagymával, pirospaprikával és fekete borssal, illetve tejszínnel. A hagyományos receptek zsíros marhahús használatát ajánlják.
A tésztát egy külön e célra szolgáló edényben vagy más, erre alkalmas köralakú eszközben sütik ki, hogy szép kerekded formája legyen. Átlagos átmérője a pogácsának 24 cm szokott lenni. A töltelék már a tésztában van, amikor a tetején levő bevágásokon keresztül meglocsolják a húsleves levével, így fokozzák a lédússágot. A tészta nem lehet túl vastag: az alján legalább fél centiméterre, míg a tetején legalább 20 miliméterre kell nyújtani. Sütés előtt még le kell kenni felvert tojássárgájával vagy tejjel és a sütőben kb. 220 °C-on kell kezdeni sütni amit fokozatosan kell 180 °C-ra csökkenteni. A tésztának szép aranyszínűre kell sülnie.

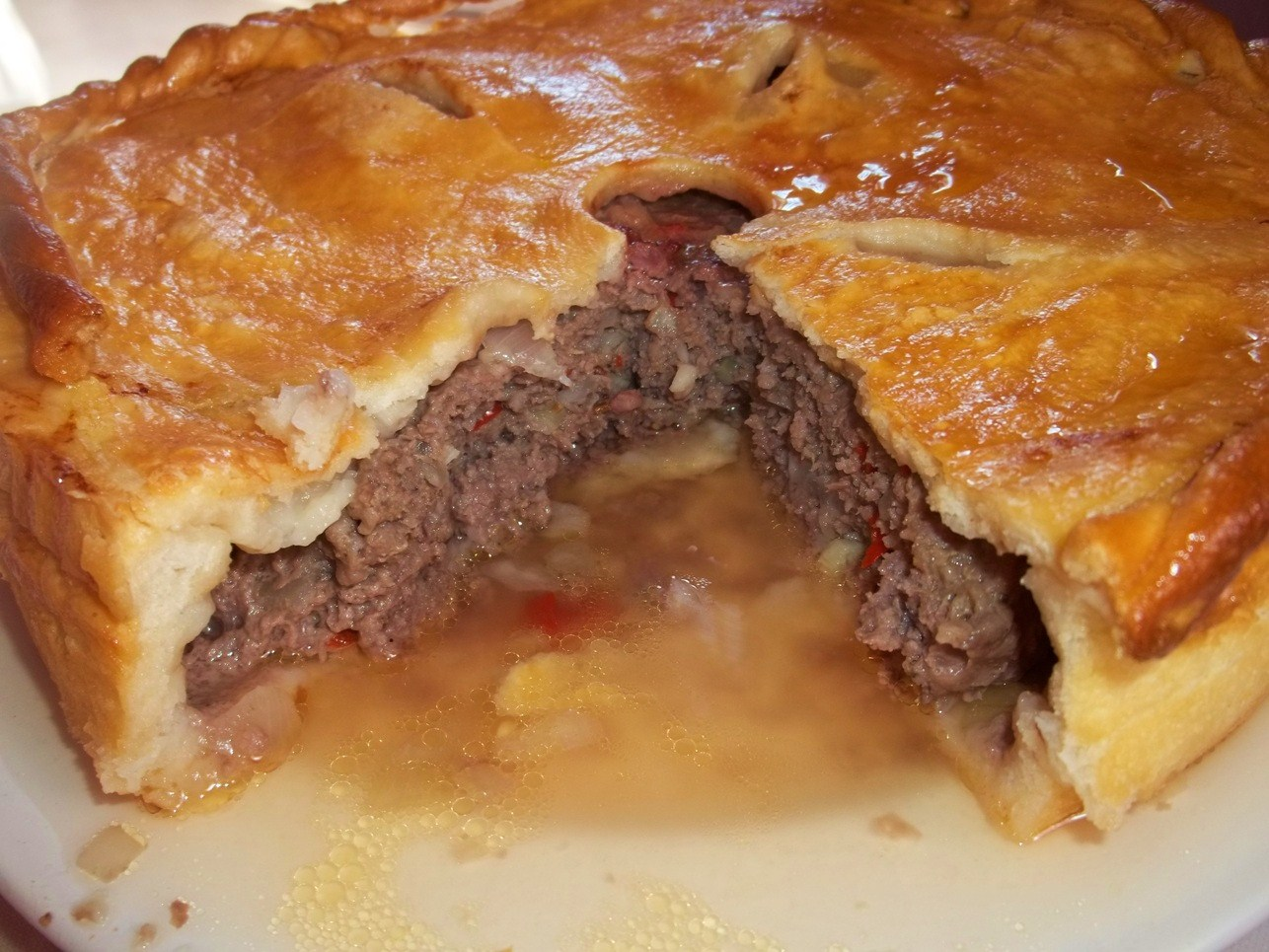
Fidzsin: külleme és a belseje
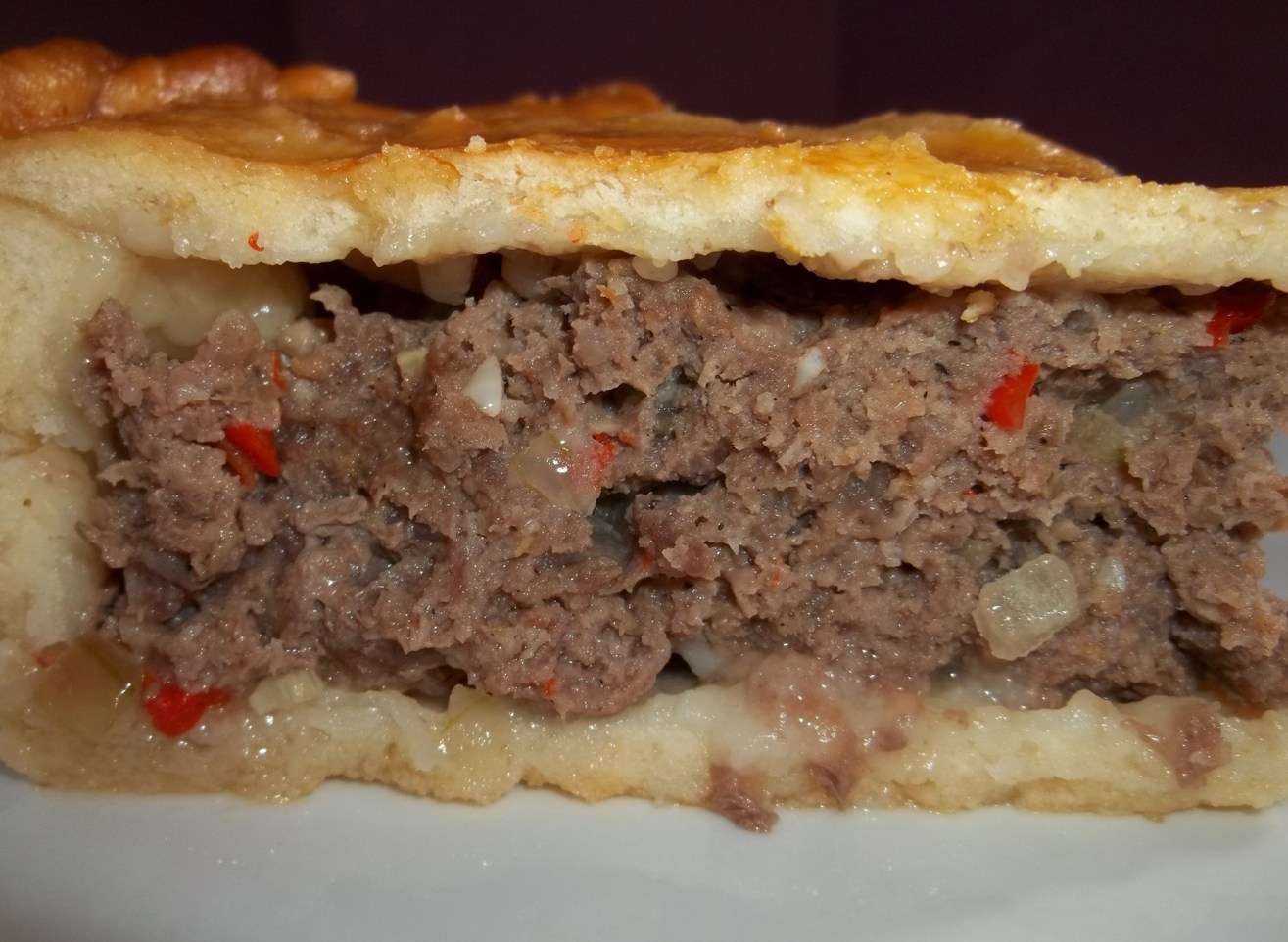
A szaftos töltelék a sütést követően
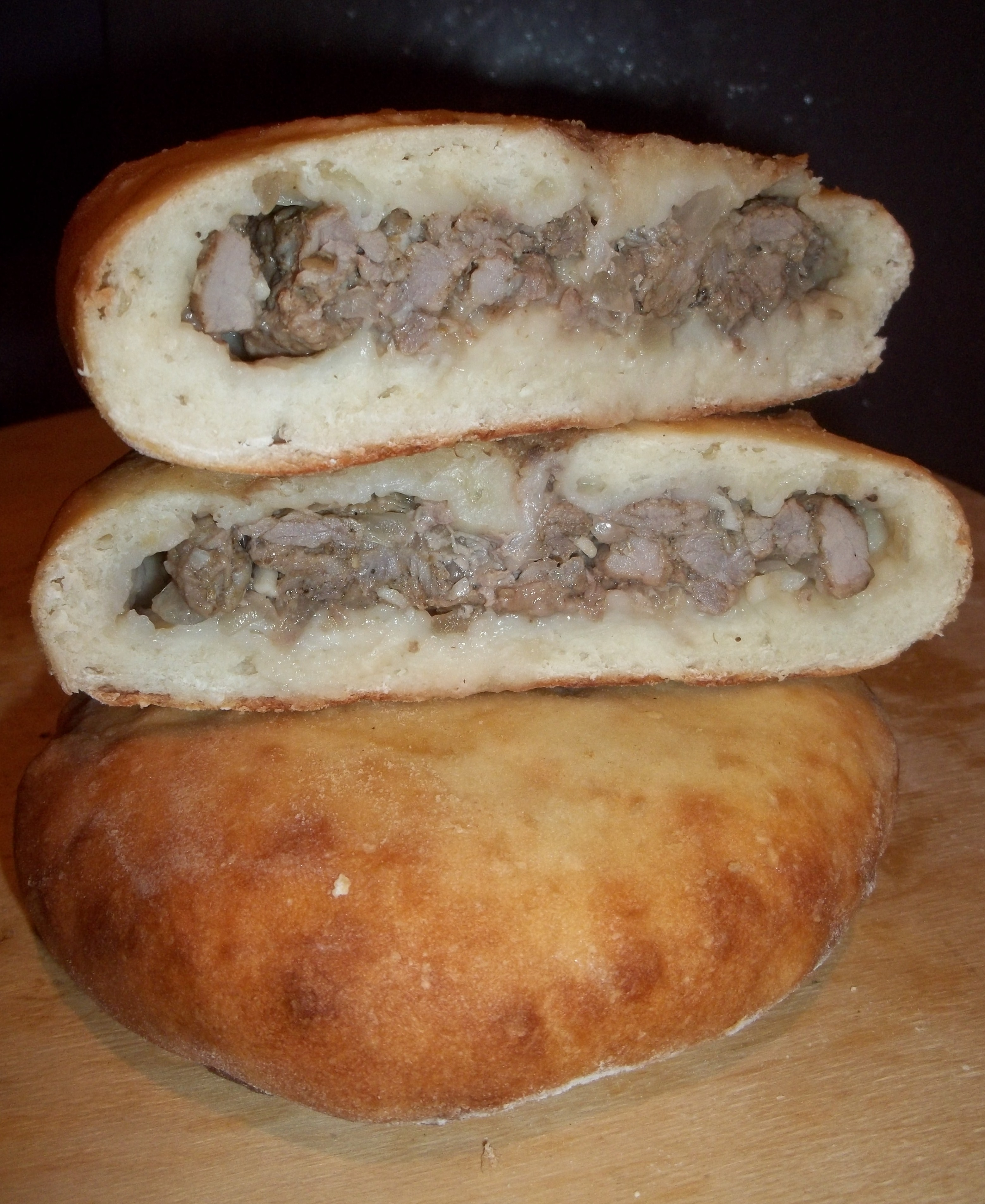
A fidzsin grúz rokona, a kubdari (grúzul: კუბდარი)